# 佘鳴化
佘鳴化（1550年—1588年），字邦儀，號謙吾，湖廣辰州府沅陵縣人，軍籍，明朝政治人物。

## 生平
湖廣鄉試第四十二名，萬曆八年（1580年）庚辰科會試第二百五十六名，登三甲第二百一十九名進士。户部觀政，丁憂归乡。十二年授户部主事，十六年差江西监兑，本年卒。官至戶部郎中。

## 家族
曾祖佘綱；祖父佘現；父佘應祥，曾任知縣。母賀氏。